# Onder de palmen
Onder de palmen is een schilderij van de Nederlandse kunstschilder Alexander Bakker Korff, olieverf op paneel, klein formaat, 17,5 x 14 centimeter groot, gemaakt in 1880. Het toont twee oude vrijsters in een Hollands interieur onder een palmplant. Het werk bevindt zich in de collectie van het Rijksmuseum Amsterdam.

## Context
Voor mensen die negentiende-eeuwse kleding en interieurs bestuderen vormt het werk van Bakker Korff een onuitputtelijke bron van inspiratie. Met grote aandacht voor details en stofuitdrukking schilderde hij een enorme hoeveelheid binnenhuistaferelen, kleine paneeltjes, geraffineerd uitgevoerd in de stijl van Jean-Louis-Ernest Meissonier (1815-1891), met wie hij wel werd vergeleken.

## Afbeelding
Het hier besproken paneeltje Onder de palmen toont twee oude dames gezeten aan een kleine ronde tafel. Ze bewonderen, omhoog kijkend, een eenvoudige kamerpalm die op diezelfde tafel is geposteerd. De meubels worden van bovenaf beschenen om extra glans mee te geven, het tapijt is uitgewerkt in een pointillé-techniek. De kleurtonen zijn gedempt, met enkele mede door clair-obscur verkregen accenten, met name ook in de gelaten. Van de toentertijd al gedateerde kledingstukken en antiquaire snuisterijen uit het interieur bezat Bakker Korff een grote verzameling ten behoeve van zijn werk. Als modellen gebruikte hij vaak zijn moeder of zussen. De frontaal weergegeven dame is zijn jongste zuster Adriana Henriette (1834-onbekend), de vrouw rechts is waarschijnlijk een van zijn oudere ongetrouwde zussen, Alletta Maria (1812-1880) of Ida Frederika (1816-1897).

## Duiding
De aanschouwing van de onschuldige kamerpalm lijkt de beide vrouwen in Onder de palmen hogelijk te verwonderen, hetgeen bijzonder mag heten voor Bakker Korff, wiens werk doorgaans weinig gemoedsbeweging te zien geeft. De palm lijkt een voorpost van een exotische wereld die het beschermde en kneuterige Biedermeier-huishoudentje van beide vrijsters is binnengedrongen. Het maakt duidelijk hoezeer men zich in dit wereldje van de buitenwereld plachte te isoleren.

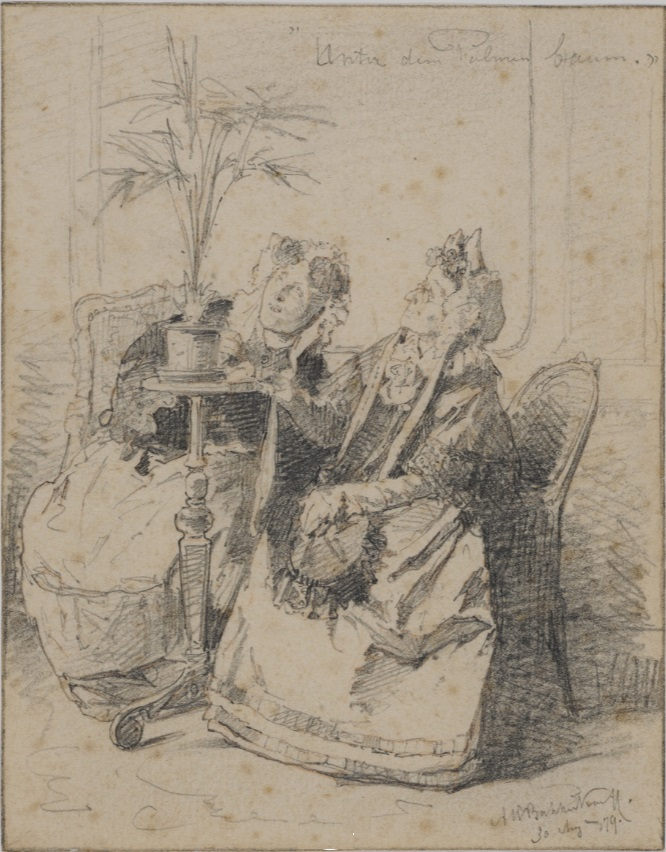
Potloodstudie, 1879, Lakenhal, 16,3 x 13 cm.

Van hetzelfde tafereel maakte Bakker Korff in op 1879 gedateerde potloodstudie en een latere natekening, waarschijnlijk voor zijn eigen archief. Op beide werken schreef hij als opschrift "Unter den Palmen" en op de natekening ook nog "Dort wollen wir niedersinken / Und unter dem Palmbaum", regels uit een gedicht van de romantische Duitse dichter Heinrich Heine. De verwijzing naar een groots en meeslepend leven staat in sterk contrast met het stoffige, kleinburgerlijke leven dat de beide deftige dames ogenschijnlijk leiden. De titel moet daarom, als meestal bij Bakker Korff ironisch worden opgevat, zoals het werkje sowieso een komische ondertoon heeft.

## Verwerving door het rijk
Onder de palmen werd in 1881 rechtstreeks van de kunstenaar door het rijk aangekocht en bevindt zich sindsdien in het Rijksmuseum. Het Rijksmuseum heeft ook nog diverse andere werken van Bakker Korff in haar collectie.